# زانکت ماریانکیرشن آندر پولسنتس
زانکت ماریانکیرشن آندر پولسنتس (به آلمانی: Sankt Marienkirchen an der Polsenz) یک منطقهٔ مسکونی در اتریش است که در ناحیه افردینگ واقع شده‌است. زانکت ماریانکیرشن آندر پولسنتس ۲۳٫۸۲ کیلومتر مربع مساحت دارد ۳۱۵ متر بالاتر از سطح دریا واقع شده‌است.